# Carlisle, Indiana
Carlisle är en ort i Sullivan County i delstaten Indiana, USA.